# Passalora sweetiae
Passalora sweetiae är en svampart som beskrevs av K. Schub. & U. Braun 2005. Passalora sweetiae ingår i släktet Passalora och familjen Mycosphaerellaceae.   Inga underarter finns listade i Catalogue of Life.